# Ona sísmica

Moviment d'una ona sísmica longitudinal.

Les ones sísmiques (o ones elàstiques), són la propagació de pertorbacions temporals del camp d'esforç que genera petits moviments en un medi. Les ones sísmiques poden ser generades per moviments tel·lúrics naturals, els més grans dels quals poden causar danys en zones on hi ha assentaments urbans. Existeix tota una branca de la sismologia que s'encarrega de l'estudi d'aquest tipus de fenòmens físics. Les ones sísmiques poden ser generades també artificialment (en general per explosions). La sísmica és la branca de la sismologia que estudia aquestes ones artificials per exemple l'exploració del petroli.
Les plaques tectòniques es mouen a diferents velocitats, les més lentes poden arribar a velocitats d'1 o 2 cm/any i les més ràpides a 110 cm/any.
En aquests desplaçaments es produeix un xoc i una fricció en els límits de plaques, la placa es trenca en el punt on la deformació supera la resistència de la roca. A causa d'aquesta ruptura es genera una pertorbació (ones) que són les que constitueixen el terratrèmol; aquestes ones sísmiques o vibracions que s'alliberen sobtadament representen l'energia que s'ha anat acumulant al llarg dels anys. La ruptura o discontinuïtat de la roca que es produeix rep el nom de falla i el punt on es produeix la ruptura es denomina hipocentre (la seva projecció sobre la superfície terrestre rep el nom d'epicentre).

## Classificació de les ones sísmiques
- Primàries (P). Són longitudinals que comprimeixen i dilaten alternativament el medi que travessen. Són les més ràpides, per la qual cosa són les primeres que arriben als sismògrafs. Les partícules vibren en la mateixa direcció que l'ona mitjançant moviments de compressió i descompressió. Es propaguen a una velocitat d'entre 4 i 7 km/s, més ràpides com més rígid sigui el material que travessen.
- Secundàries (S). Són ones transversals. No es transmeten en fluids i són més lentes que les P. Es propaguen a una velocitat d'entre 2 i 5 km/s, més ràpides com més rígid sigui el material que travessen.[1]
- Superficials. Són generades per les P i S quan assoleixen la superfície terrestre. Només es propaguen per la superfície de la Terra i són les causants dels danys sísmics.[1]

## Tipus d'ones sísmiques
Hi ha dos tipus d'ones sísmiques: les ones internes (o de cos) i les ones superficials. Hi ha altres modes de propagació d'ones, però són d'importància relativament menor per a les ones produïdes a la Terra, tot i que són importants al camp de l'astrosismologia, especialment a l'heliosismologia.

### Ones internes
Les ones internes viatgen per l'interior. Continuen camins corbs a causa de la variada densitat i composició de l'interior de la Terra. Aquest efecte és semblant al de refracció d'ones de llum. Les ones internes transmeten els tremolors preliminars d'un terratrèmol però tenen poc poder destructiu. Les ones internes són dividides en dos grups: ones primàries (P) i secundàries (S).
Ones P
Les ones P (primàries o primae del verb grec) són ones longitudinals o compressionals, la qual cosa significa que el sòl és alternadament comprimit i dilatat en la direcció de la propagació. Aquestes ones generalment viatgen a una velocitat 1.73 vegades més que la de les ones S i poden viatjar a través de qualsevol tipus de material líquid o sòlid. Velocitats típiques són 1450 m/s a l'aigua i prop de 5000 m/s a la terra.
En un medi isòtrop i homogeni la velocitat de propagació de les ones P és: on K és el mòdul de compressibilitat, μ és el mòdul de tall o rigidesa i p la densitat del material a través del qual es propaga l'ona mecànica. D'aquests tres paràmetres, la densitat és la que presenta menor variació, per la qual cosa la velocitat està principalment determinada per K i μ.
Ones P de segona espècie

velocitat de propagació de les ones primàries.

D'acord amb la teoria de Biot, en el cas de mitjans porosos saturats per un fluid, les pertorbacions sísmiques es propagaran en forma d'una ona rotacional (Onda S) i dues de compressions. Les dues ones compressionals se solen denominar com a ones P de primera i segona espècie. Les ones de pressió de primera espècie corresponen a un moviment del fluid i del sòlid en fase, mentre que per a les ones de segona espècie el moviment del sòlid i del fluid es produeix fora de fase. Biot demostra que les ones de segona espècie es propaguen a velocitats menors que les de primera espècie, per la qual cosa se les sol anomenar ones lenta i ràpida de Biot, respectivament. Les ones lentes són de naturalesa dissipativa i la seva amplitud decau ràpidament amb la distància des de la font.
Ones S
Les ones S (secundàries o secundae) són ones en què el desplaçament és transversal a la direcció de propagació. La velocitat és menor que la de les ones primàries. A causa d'això, aquestes apareixen al terreny una mica després que les primeres. Aquestes ones són les que generen les oscil·lacions durant el moviment sísmic i les que produeixen la major part dels danys. No es traslladen mitjançant elements líquids. Té una velocitat aproximada de 4 a 7 km/s.

velocitat de propagació de les ones S

La velocitat de propagació de les ones S en medis isòtrops i homogenis depèn del mòdul de tall μ i de la densitat p del material.

### Ones superficials (L)
Quan les ones internes arriben a la superfície, es generen les ones L, que es propaguen per la superfície de discontinuïtat de la interfase de la superfície terrestre (terra-aire i terra-aigua). Són les causants dels danys produïts pels sismes a les construccions. Aquestes ones són les que tenen menor velocitat de propagació a comparació de les altres dues.